# Sandy Sánchez
Sandy Sánchez Mustelier (sinh ngày 24 tháng 5 năm 1994) là một thủ môn bóng đá người Cuba, hiện tại thi đấu cho Las Tunas.

## Sự nghiệp quốc tế
Sanchez thi đấu cả ba trận cho Cuba tại Giải vô địch bóng đá U-20 thế giới 2013.
Anh có màn ra mắt quốc tế với Curaçao vào ngày 11 tháng 6 năm 2015. Anh có tên trong đội hình tham dự Cúp Vàng CONCACAF 2015.

### Bàn thắng quốc tế
Bàn thắng và kết quả của Cuba được để trước.
| #  | Ngày                | Địa điểm                                 | Đối thủ | Bàn thắng | Kết quả | Giao hữu |
| -- | ------------------- | ---------------------------------------- | ------- | --------- | ------- | -------- |
| 1. | 27 tháng 2 năm 2019 | Sân vận động Pedro Marrero, Havana, Cuba | Bermuda | 5–0       | 5–0     | Giao hữu |